# 573 Recha
Recha è un asteroide della fascia principale del diametro medio di circa 48 km. Scoperto nel 1905, presenta un'orbita caratterizzata da un semiasse maggiore pari a 3,0106686 UA e da un'eccentricità di 0,1169334, inclinata di 9,83798° rispetto all'eclittica.
Stanti i suoi parametri orbitali, è considerato un membro della famiglia Eos di asteroidi.
Il suo nome deriva da un personaggio del dramma Nathan il saggio di Gotthold Ephraim Lessing.